# Shahrastani
Shahrastani, född 27 mars 1983 i Kentucky, död 2011, var ett engelskt fullblod. Han vann fyra av sina sju löp mellan september 1985 och oktober 1986. Han är mest känd för att ha besegrat Dancing Brave i Epsom Derby, samt att ha segrat i Irish Derby med åtta längder.

## Bakgrund
Shahrastani var en fuxhingst efter Nijinsky och under Shademah (efter Thatch). Han föddes upp och ägdes av HH Aga Khan IV. Han tränades av Michael Stoute och reds i alla sina löp av Walter Swinburn.

## Karriär
Shahrastani tävlade mellan september 1985 och oktober 1986 och sprang in 987 692 dollar på 7 starter, varav 4 segrar och 1 andraplats. Han tog karriärens största segrar i Sandown Classic Trial (1986), Dante Stakes (1986), Epsom Derby (1986) och Irish Derby (1986).

### Tvååringssäsongen 1985
Sharastani gjorde endast en start som tvååring, då han slutade på andra plats i Haynes, Hanson and Clark Conditions Stakes på Newbury, ett huvud efter My Ton Ton. Timeform beskrev honom som "säker att förbättras" och en "blivande framgångsrik hingst".

### Treåringssäsongen 1986
1986 siktades Shahrastani mot Epsom Derby och började sin treåringssäsong med att vinna Sandown Classic Trial i april. Han beskrevs som extremt imponerande när han besegrade den då obesegrade Royal Lodge Stakes-vinnaren Bonhomie. En månad senare segrade han i Dante Stakes på York.
På Epsom i juni startade han till oddset 11/2 i Derbyt, i ett fält av femton hästar. Favoriten i löpet var den obesegrade Dancing Brave, som bland annat segrat i 2000 Guineas. Efter att ha legat bakom de ledande hästarna i ett långsamt kört lopp, red Swinburn Shahrastani till ledningen på upploppet, och öppnade upp en klar ledning. Han lyckades att hålla undan från Dancing Brave, och segrade med en halv längd. Tre veckor efter segern i Derbyt skickades Shahrastani till Curragh Racecourse för att starta i det irländska derbyt. Shahrastani tog ledningen två furlongs från mål och sprang ifrån sina motståndare för att vinna mycket enkelt med åtta längder. I juli startade Shahrastani som favorit i King George VI and Queen Elizabeth Stakes på Ascot. Han lyckades aldrig nå ledningen och slutade fyra efter Dancing Brave, Shardari och Triptych.
I sin sista start i karriären slutade Shahrastani fyra i Prix de l'Arc de Triomphe på Longchamp i Frankrike.

### Som avelshingst
I slutet av säsongen 1986 avslutade Shahrastani tävlingskarriären för att istället vara verksam som avelshingst. Han stod uppstallad på Three Chimneys Farm i Kentucky samt på Clashmore Stud i Irland och avelsfarmar i Frankrike och Japan, men fick inga större framgångar som avelshingst. Han är bland annat morfar till Alamshar, som segrade i Irish Derby och King George VI and Queen Elizabeth Diamond Stakes.
Shahrastani avlivades i december 2011 på Walton Fields Stud i Grimston, Leicestershire på grund av försämrad hälsa, efter att ha pensionerats från avelsverksamhet ett år tidigare. Han var tjugoåtta år gammal.

### Utmärkelser
I boken A Century of Champions rankade John Randall och Tony Morris Sharastani som en "överlägsen" Derbyvinnare och den nittionde bästa brittiska eller irländska kapplöpningshästen under 1900-talet.
Sharastani fick betyget 135 av Timeform.

## Stamtavla
| Efter Nijinsky II | Northern Dancer | Nearctic     | Nearco          |
| Efter Nijinsky II | Northern Dancer | Nearctic     | Lady Angela     |
| Efter Nijinsky II | Northern Dancer | Natalma      | Native Dancer   |
| Efter Nijinsky II | Northern Dancer | Natalma      | Almahmoud       |
| Efter Nijinsky II | Flaming Page    | Bull Page    | Bull Lea        |
| Efter Nijinsky II | Flaming Page    | Bull Page    | Our Page        |
| Efter Nijinsky II | Flaming Page    | Flaring Top  | Menow           |
| Efter Nijinsky II | Flaming Page    | Flaring Top  | Flaming Top     |
| Undan Shademah    | Thatch          | Forli        | Aristophanes    |
| Undan Shademah    | Thatch          | Forli        | Trevisa         |
| Undan Shademah    | Thatch          | Thong        | Nantallah       |
| Undan Shademah    | Thatch          | Thong        | Rough Shod      |
| Undan Shademah    | Shamim          | Le Haar      | Vieux Manoir    |
| Undan Shademah    | Shamim          | Le Haar      | Mince Pie       |
| Undan Shademah    | Shamim          | Diamond Drop | Charlottesville |
| Undan Shademah    | Shamim          | Diamond Drop | Martine         |